# David Paintin
David Paintin (Oxenhope, West Yorkshire, 18 de diciembre de 1930-30 de marzo de 2019) fue un médico inglés y profesor emérito en obstetricia y ginecología en la Universidad de Londres. Expresidente del Trust Control de Natalidad, trabajó en la campaña para aprobar la Ley del Aborto de 1967, que legalizó el aborto por amplios motivos en Inglaterra hasta la 28 semana de gestación, reducido a 24 semanas en 1990 mediante la Ley de Fertilización Humana y Embriología, justificándose en los avances en las técnicas médicas.

## Biografía
Paintin validó su título en 1954. Se entrenó con la supervisión del profesor (luego Sir) Dugald Baird, en Aberdeen, antes de convertirse en profesor de obstetricia y ginecología de la St Mary's Hospital Medical School, de Londres en 1963. Desde 1963 a 1991, y basado en la Escuela de Medicina del Hospital St Mary, organizó la enseñanza de los estudiantes de medicina y, además como consultor honorario, proporcionó servicios del NHS para Paddington y el norte de Kensington. Se incorporó a la Asociación de Reforma de la Ley de Aborto (acrónimo en inglés ALRA) en 1963, y fue uno de los ginecólogos que asesoraban a Lord Silkin y a David Steel, ahora Lord Steel de Aikwood, durante los debates parlamentarios que dieron lugar a la Ley de Aborto 1967. Fue presidente de la Fundación de Control de Natalidad (1981-1998), y administrador del Pregnancy Advisory Service (Servicio Consultivo de Embarazos) (1981-1996) y del British Pregnancy Advisory Service (Servicio Consultivo Británico de Embarazos) (1996-2003).
Posteriormente continuó trabajando en temas de aborto. Fue editor de la Revista Británica de Obstetricia y Ginecología por un periodo. En un nuevo libro, David Paintin refleja en los debates jurídicos que condujeron a la Ley de Aborto de 1967  y su posterior aplicación, y los intentos parlamentarios para socavar y restringir la ley del aborto en Gran Bretaña en los años 1970 y 1980.

## Algunas publicaciones
- 2015. Abortion law reform in Britain. 1964-2003: a personal account Archivado el 4 de marzo de 2016 en Wayback Machine.. British Pregnancy Advisory Service, 112 p.

- 1997. Ante-natal screening and abortion for fetal abnormality. Medical and ethical issues. Publicó Birth Control Trust, 96 p. ISBN 0906233372, ISBN 9780906233375

- 1995. The Provision of Emergency Hormonal Contraception. Ed. David Paintin. Contribuyó Royal College of Obstetricians & Gynaecologists. Faculty of Family Planning & Reproductive Health Care. Ed. ilustrada de RCOG Press, 145 p. ISBN 0902331760, ISBN 9780902331761